# قطعنامه ۲۵ شورای امنیت
قطعنامه ۲۵ شورای امنیت سازمان ملل متحد که در تاریخ ۲۲ مه ۱۹۴۷ تصویب شد، سندی بین‌المللی دربارهٔ پذیرش اعضای جدید در سازمان ملل متحد است. این قطعنامه طی نشست ۱۳۷ام با ۱۰ موافق، ۰ مخالف و ۱ ممتنع تصویب شد.